# Altrincham
Altrincham est un bourg de Trafford, dans le Grand Manchester en Angleterre. En 2011, sa population est de 52 419 habitants.

## Personnalités
L'ornithologue et naturaliste Arnold Boyd et le footballeur Nicky Summerbee y sont nés, respectivement en 1885 et 1971.
Paul Pogba y a sa résidence principale.